# Paranhos
Paranhos là một đô thị thuộc bang Mato Grosso do Sul, Brasil. Đô thị này có diện tích 1302,138 km², dân số năm 2007 là 11101 người, mật độ 8,53 người/km².